# Ряськівська сільська рада
Ряськівська сільська рада — колишній орган місцевого самоврядування у Машівському районі Полтавської області з центром у c. Ряське.

## Населені пункти
Сільраді були підпорядковані населені пункти:
- c. Ряське